# Festung Furggels

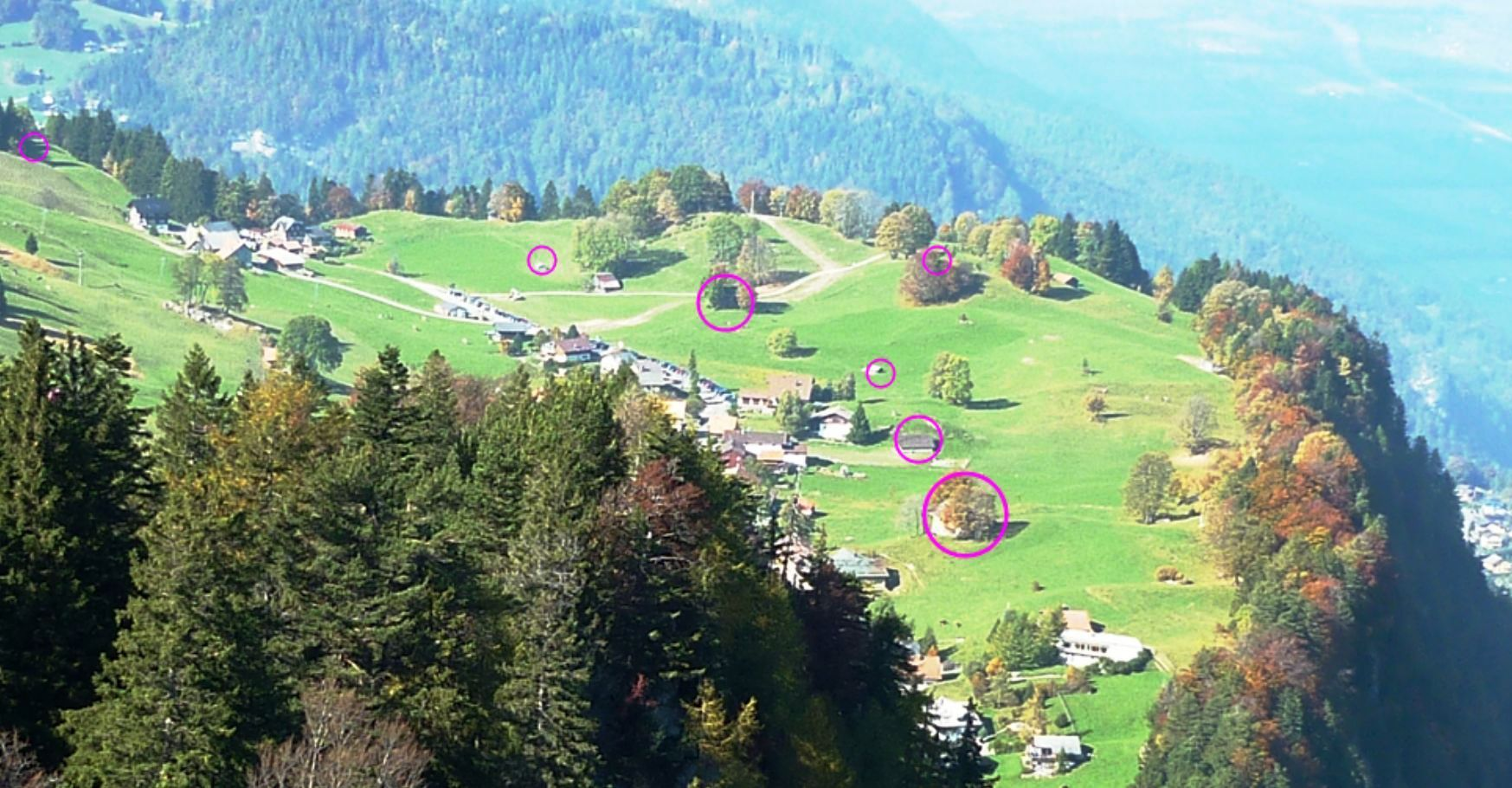
Abdeckung mit Panzertürmen und Aussenverteidigung

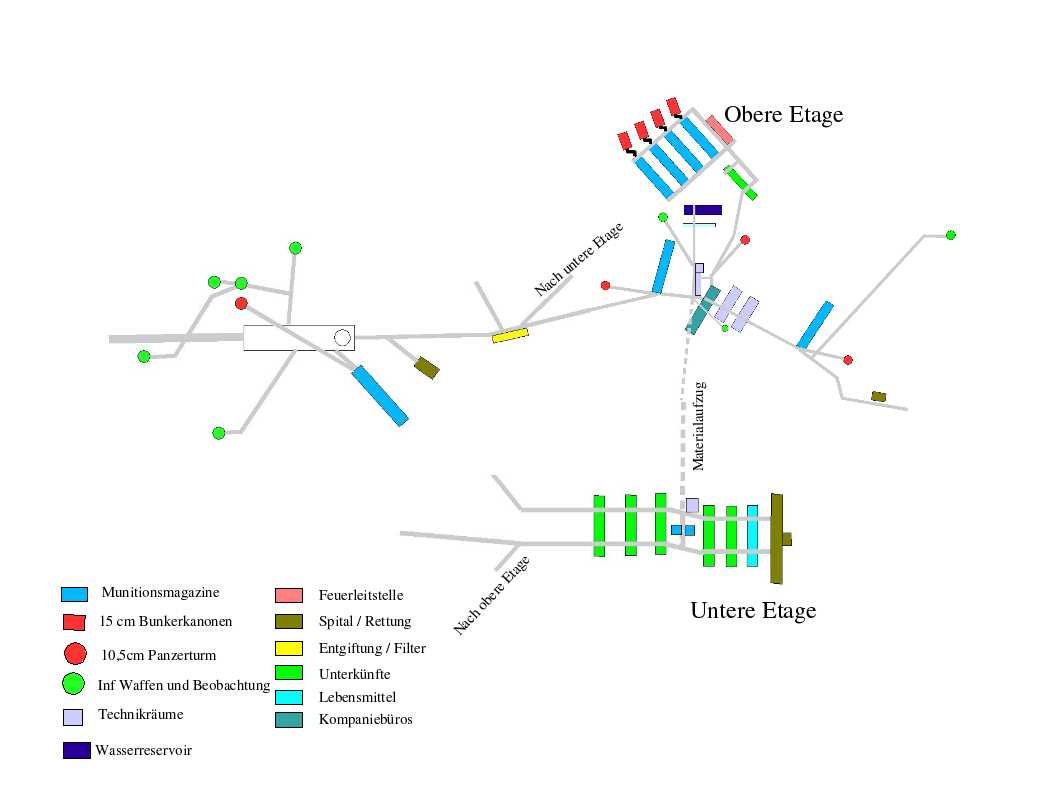
Skizze der Festung Furggels

Das Artillerie-Werk Festung Furggels (ältere Bezeichnung Furkels, Armeebezeichnung A 6355) liegt auf dem St. Margrethenberg (Pfäfers) bei Bad Ragaz in der Schweiz. Das 1940 schussbereite Werk wurde 1998 stillgelegt, am 31. Oktober 2002 aus der Geheimhaltung entlassen, von der Schweizer Armee verkauft und ist seit 2010 als Museum mit Gastronomiebetrieb geöffnet.
Die Festung Furggels gehörte als Teil der Festung Sargans zusammen mit den Festungswerken Saint-Maurice und St. Gotthard zu den wichtigsten und grössten Festungen des Reduit-Verteidigungsdispositivs im Zweiten Weltkrieg.

## Geschichte
Erbaut wurde dieses Werk ab dem November 1939 mit einer Bewaffnung von zwei 10,5-cm-Turmkanonen 39. Diese Türme stellten eine neue Gattung von Festungsgeschützen dar (Modell 1939 L52) und waren im Juli 1940 schussbereit. 1941 kamen noch mal zwei 10,5-cm-Turmkanonen (Panzerturm) hinzu. Diese waren im Mai 1942 schussbereit. In einer dritten Etappe wurden in Furggels ab dem Januar 1945 noch vier 15-cm-Bunker Kanonen eingebaut. Diese Kasematten waren in den Jahren 1946 bis 1947 schussbereit. Mit dieser Bewaffnung gehörte das Artillerie-Werk zu den grössten Werken, welche in der Schweiz erbaut wurden.

### Truppengliederung
In der Zeit der Teilmobilmachung 1943 wurde das Werk von der Festungs-Artillerie-Kompanie 34 (Fest Art Kp 34) betrieben. Diese Kompanie gehörte zur Festungs-Artillerie-Abteilung 11. Weitere Kompanien dieser Abteilung 11:
- Fest Art Kp 31 Verbindungskompanie
- Fest Art Kp 32 Werke Festung Castels, Festung Passati
- Fest Art Kp 33 Werk Festung Magletsch
- Fest Art Kp 35 Werk Haselboden

Die Fest Art Abt 11 war wiederum dem Festungsregiment 20 unterstellt. In diesem Regiment waren folgende Abteilungen:
- Fest Art Abt 11
- Fest Art Abt 12
- Fest Art Abt 13
- Mot Kan Abt 32 (Motorisierte Kanonen-Abteilung)
- Sch Mot Kan Abt 24 (Schwere Motorisierte Kanonen-Abteilung)
- Sch Flab Abt 33 (Schwere Fliegerabwehr-Abteilung)

### Mannschaftsbestand
Die Festung Furggels war mit ihrer Infrastruktur auf einen ziemlich grossen Bestand an Werkbesatzung angewiesen. Die Hauptaufgabe des Werkes war die Unterstützung der Abschnittstruppen mit Artilleriefeuer. Damit aber die Geschütze schiessen konnten, war im rückwärtigen Bereich eine relativ grosse Logistik vonnöten. Es handelt sich hierbei um Funktionen wie Werkschutz, Versorgung, Sanität und Infanterie. Dieser Bestand bedeutete für den Betrieb der Festung eine Mannschaft von 420 Mann, die sich wie folgt zusammensetzt:
- 350 Mann Werkbesatzung
- 70 Mann Festungsinfanterie

Dieser Bestand an Werkbesatzung wurde von keinem anderen Werk in der Region Sargans erreicht. Die Werke Magletsch (400 Mann) und Kastels (400 Mann) waren nur unwesentlich kleiner. Die Feuerkraft der beiden anderen genannten Werke kam allerdings nicht an die von Furggels heran.

## Werk
Wie bei den meisten Werken konnte ab dem Haupteingang mit einem Lastwagen (bis zu 7,5 t) in das Werkinnere gefahren werden. Der recht schmale Stollen mündet in einen grossen Raum, wo unter anderem geschützt von der Aussenwelt der Güterumschlag der Lastwagen vorgenommen werden konnte. Damit der Lastwagen auch wieder wenden konnte, ist eine Drehscheibe in den Boden eingelassen, welche mit relativ wenig Muskelkraft gedreht werden konnte. Diese Konstruktion ersparte das mühsame Heraussprengen von Fels um eine genügend grosse Kaverne für das Manövrieren zu erhalten.
Bis in die 1990er Jahre wurde das Werk Furggels kontinuierlich an die neuen Bedrohungsformen angepasst. So wurden den neusten Erkenntnissen genügende Drucktüren gegen die Druckwellen bei Explosionen und Gasschleusen gegen chemische Kampfstoffe eingebaut sowie bestehende Einrichtungen verbessert. Die beiden Etagen sind durch ca. 20 m Fels voneinander getrennt. Diese Höhe kann mittels eines Transportaufzuges oder der parallel zum Aufzug verlaufenden Treppe überwunden werden. Beide Etagen sind durch einen Schrägstollen miteinander verbunden.
- Haupteingang A 6355 ⊙
- Eingang 2 ⊙
- Ausgang Sappeurbrücke ⊙
- Ausgang Betonbrücke ⊙
- Ausgang West ⊙
- Panzerturm 1 ⊙
- Panzerturm 2 ⊙
- Panzerturm 3 ⊙
- Panzerturm 4 ⊙

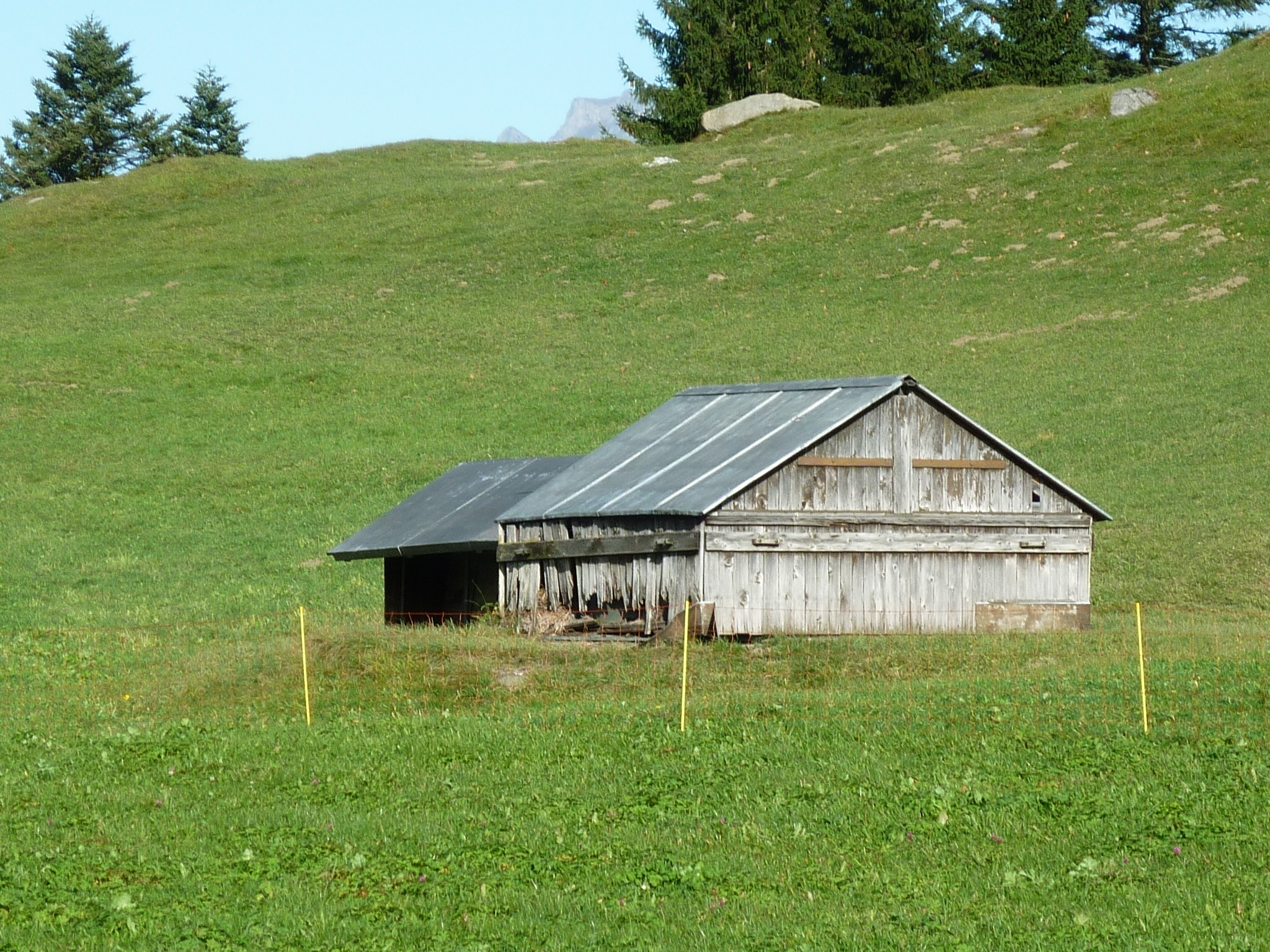
Getarnter 10,5 cm Panzerturm 3
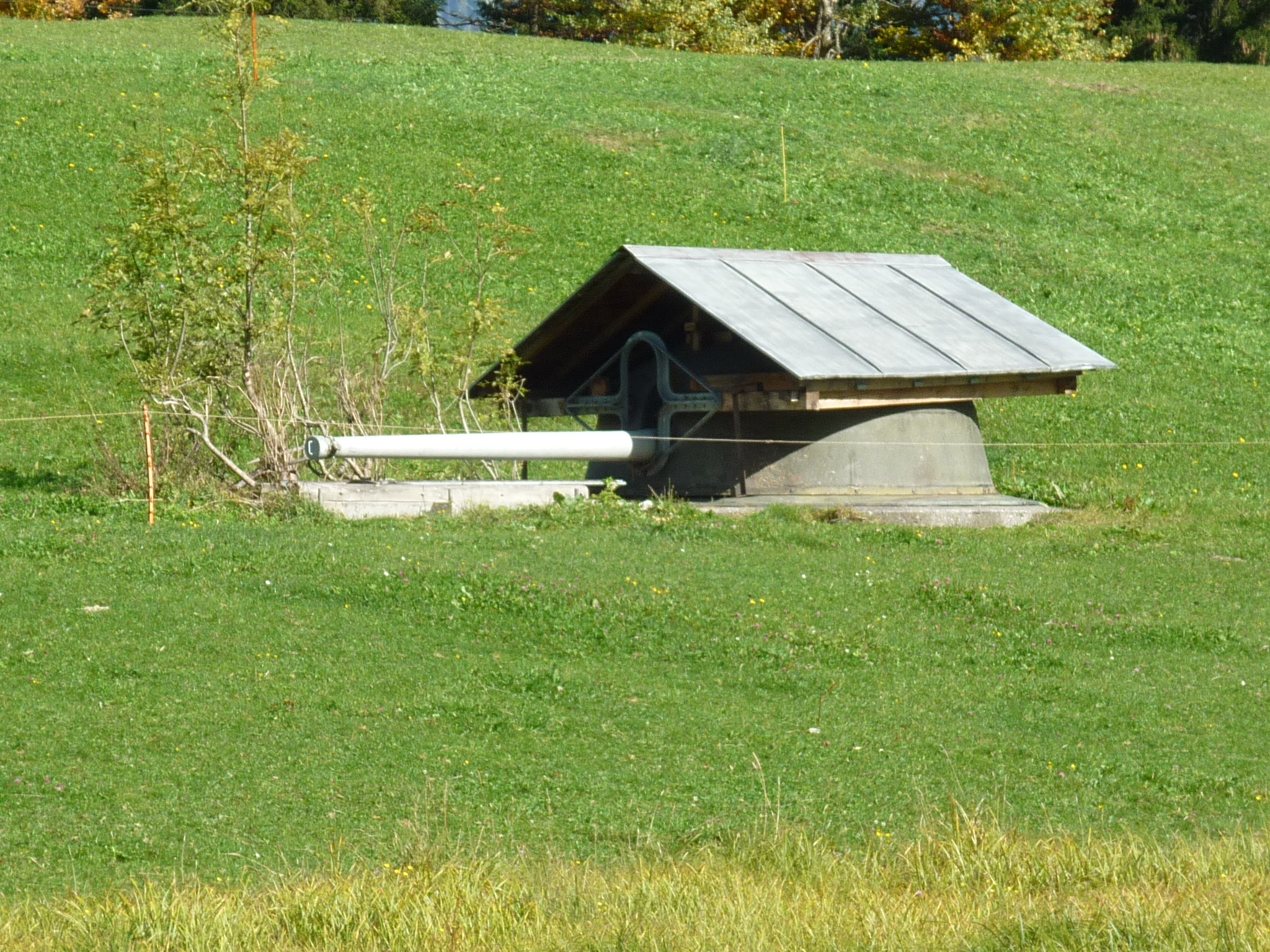
Enttarnter 10,5 cm Panzerturm 1
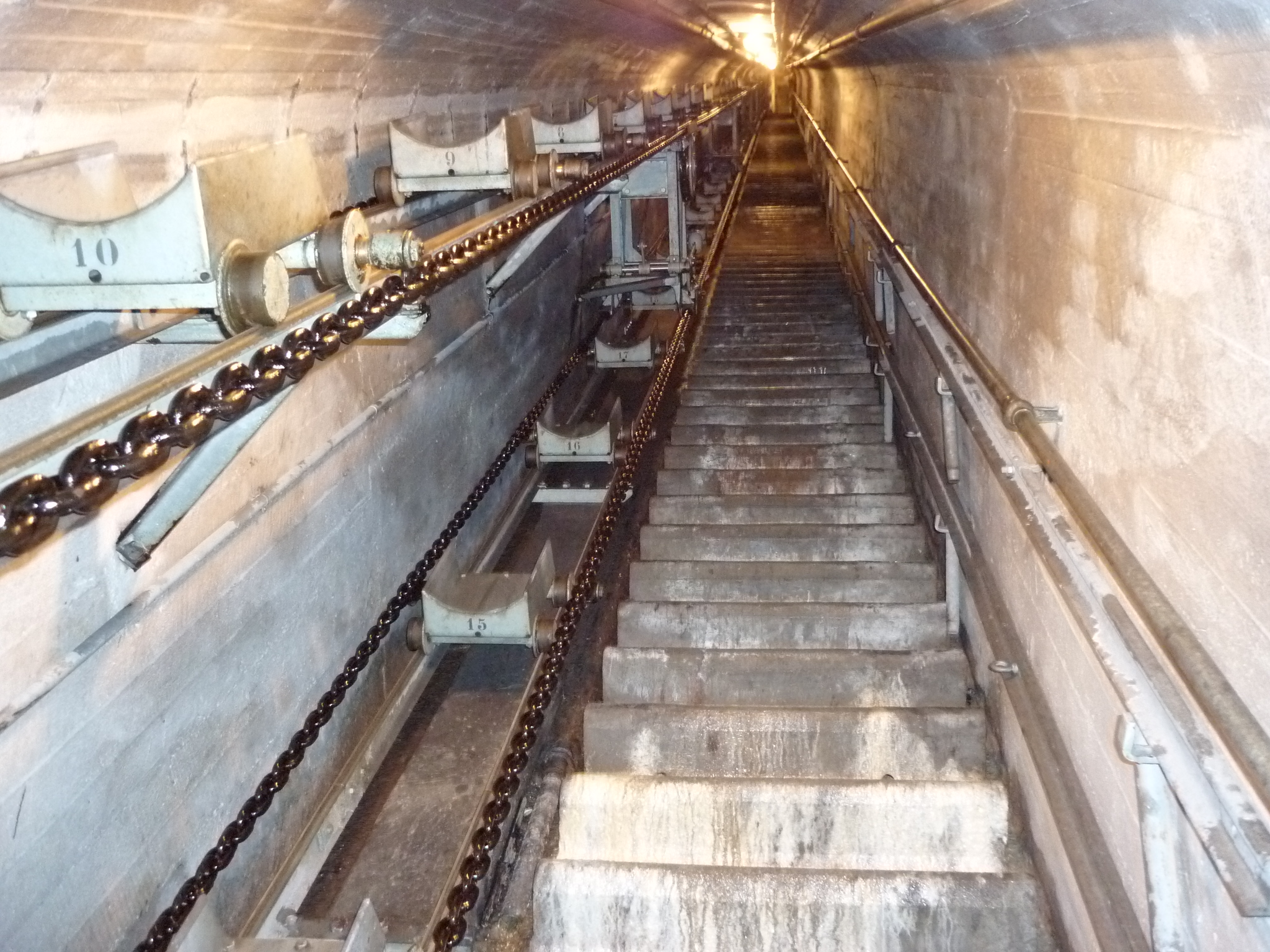
Treppe zum Panzerturm mit Paternoster-Munitionsaufzug
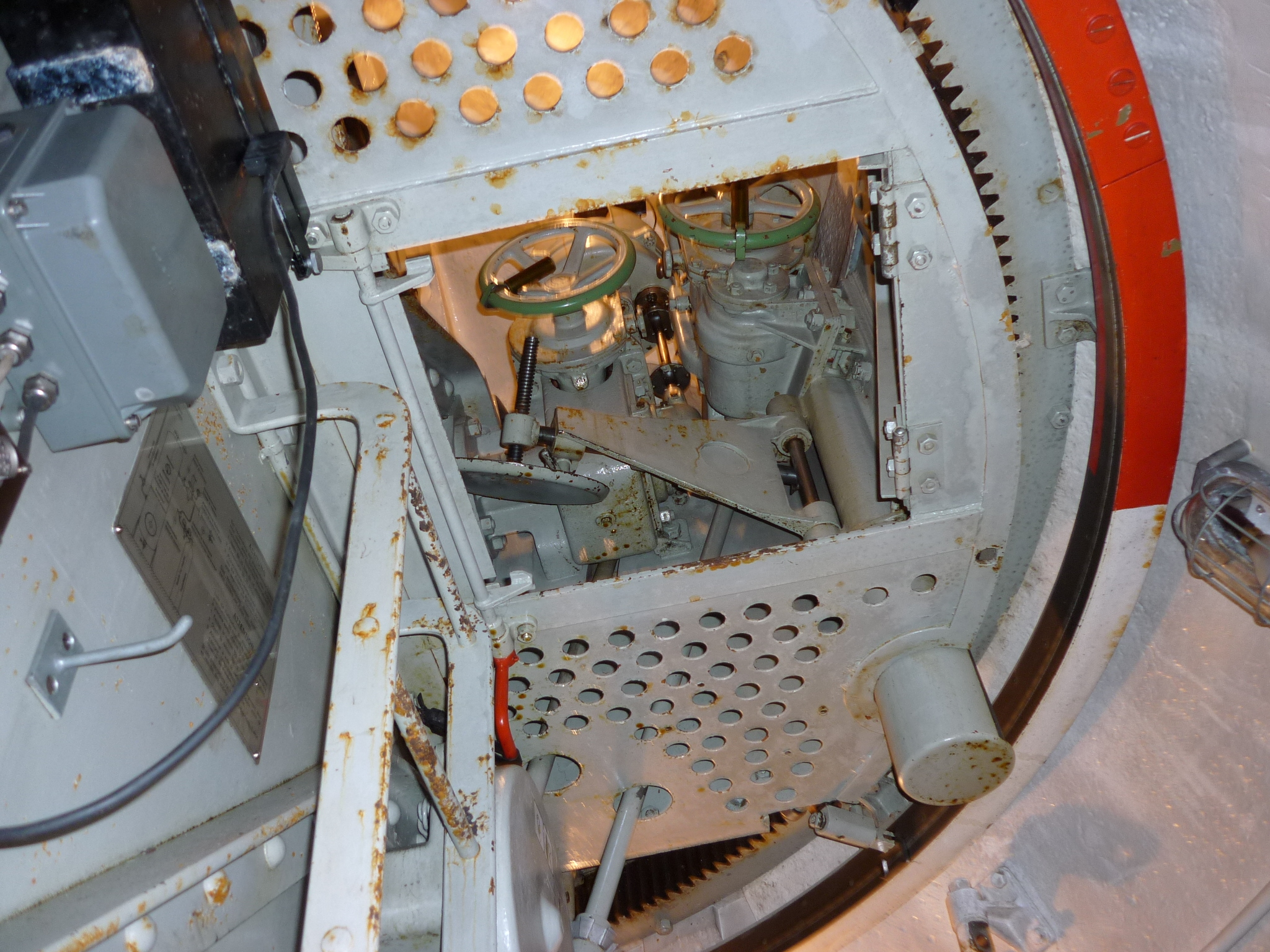
Panzerturm Innenansicht

- Bunkerkanone 1 ⊙
- Bunkerkanone 2 ⊙
- Bunkerkanone 3 ⊙
- Bunkerkanone 4 ⊙
- Stand Bild ⊙
- Stand Tobel Nord ⊙
- Stand Tobel Süd ⊙
- Stand Tobel Mitte ⊙
- Stand Pilz ⊙
- Beobachtungsstand Prättigau ⊙
- Zuluft ⊙

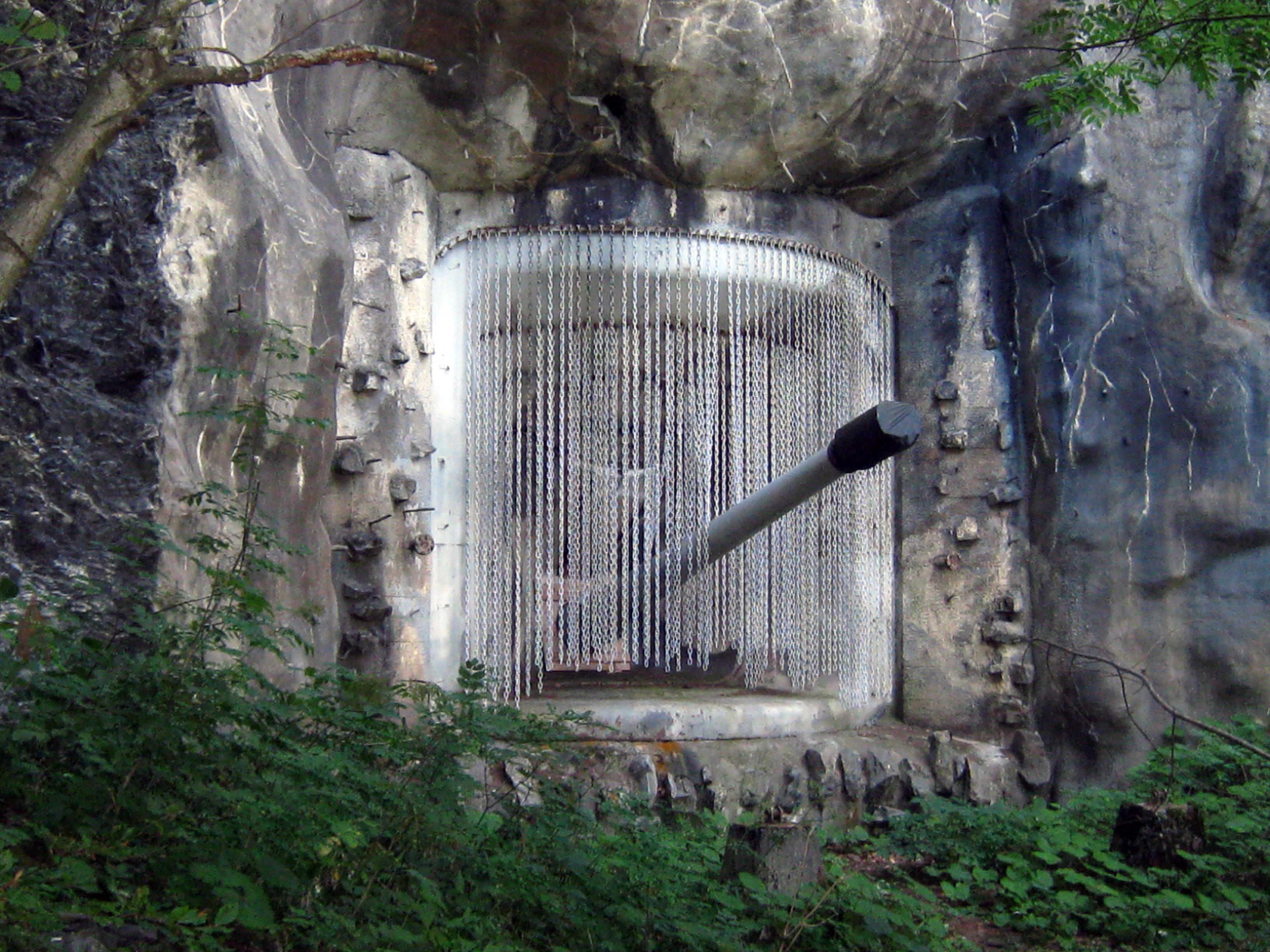
Scharte der 15-cm-Bunker-Kanone
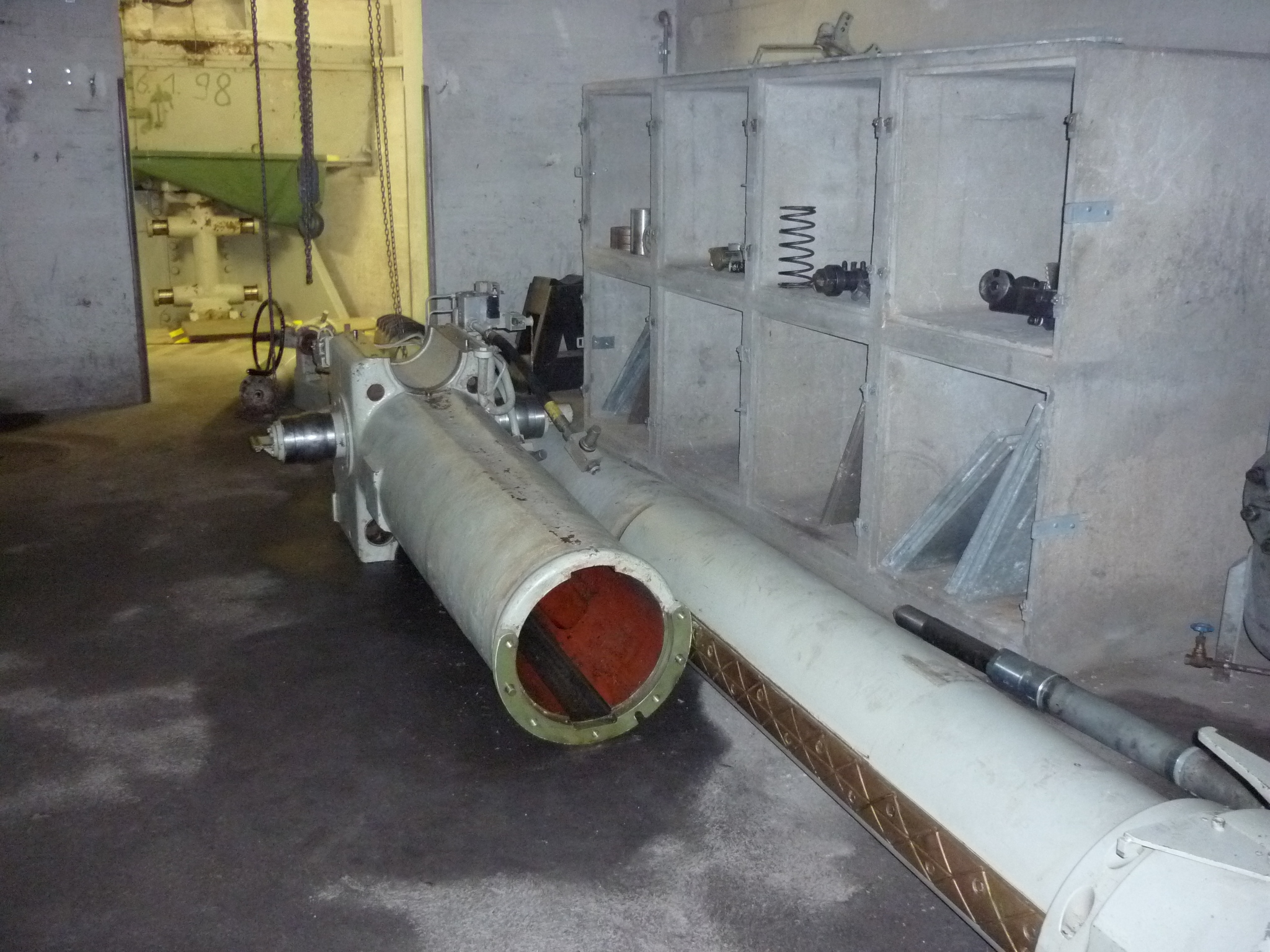
Zerlegte 15-cm-Bunker-Kanone mit Scharte von Innen
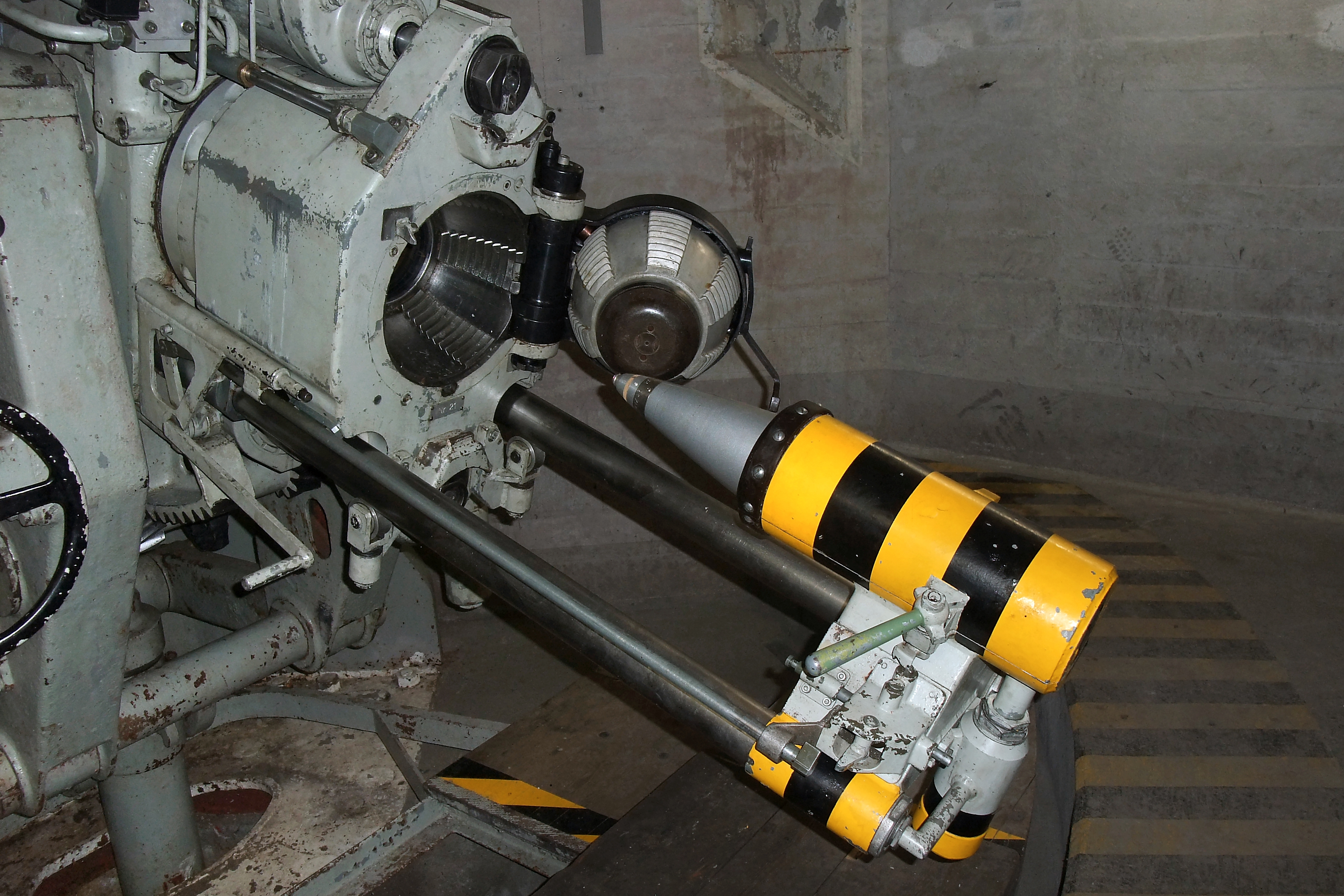
Bunkerkanone 1
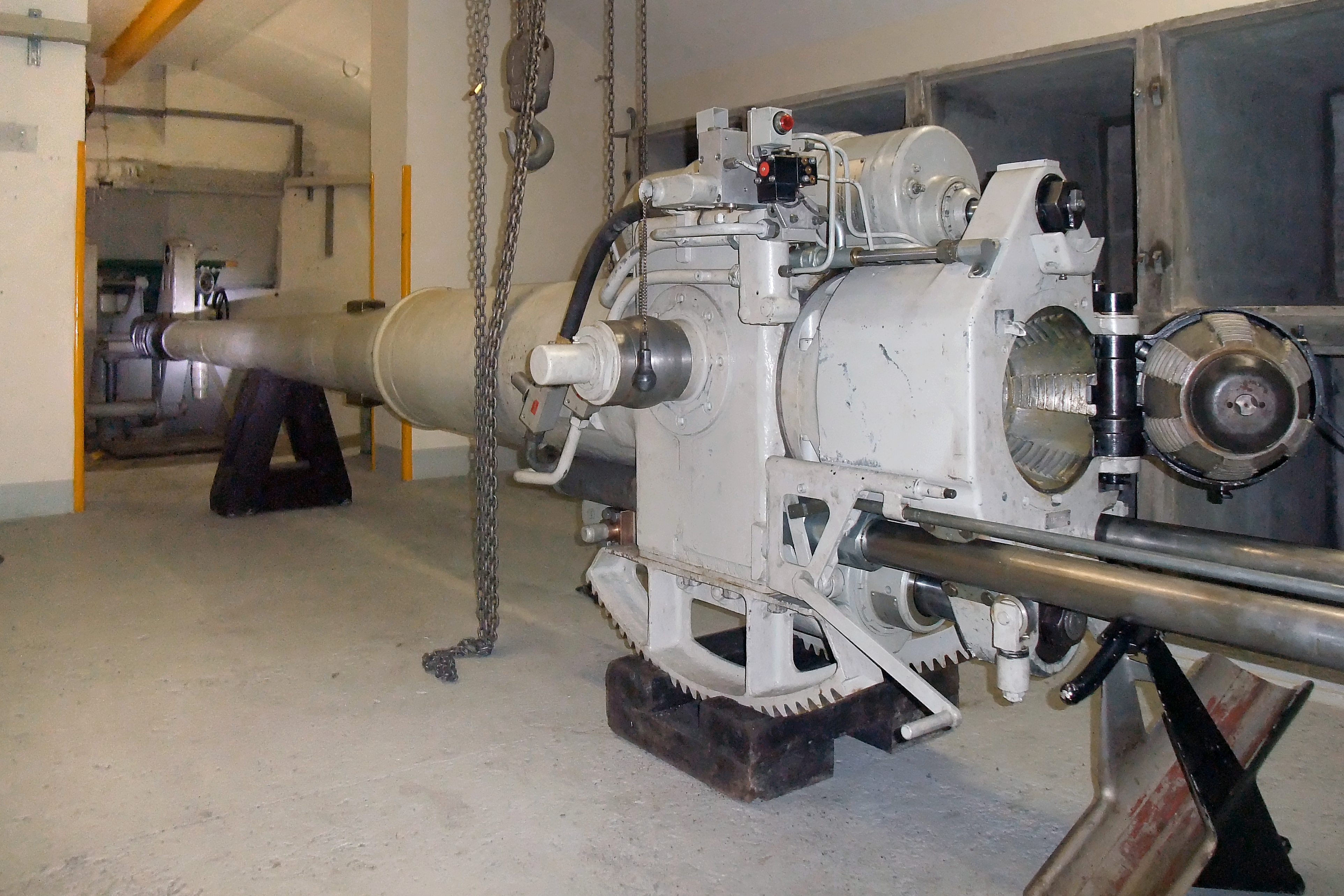
Bunkerkanone 2

### Aussenverteidigung und Beobachter
- Artilleriebeobachter Chimmispitz A 6352: Unterstand für 50 Mann ⊙
- Artilleriebeobachterwerk und KP Pizalun A 6353 ⊙
- Unterstandskaverne A 6354 ⊙
- Bunker Ost A 6356 ⊙
- Bunker Nord A 6357 ⊙
- Solitär A 6358 ⊙
- Solitär A 6359 ⊙
- Solitär A 6360 ⊙
- Solitär A 6361 ⊙
- Unterstandskaverne Flab A 6362 ⊙
- Unterstandskaverne Flab A 6363 ⊙
- Unterstandskaverne Flab A 6364 ⊙
- Unterstandskaverne Flab A 6365 ⊙
- Unterstandskaverne Flab A 6366 ⊙
- ASU Übermittlung F 13139 ⊙[1]

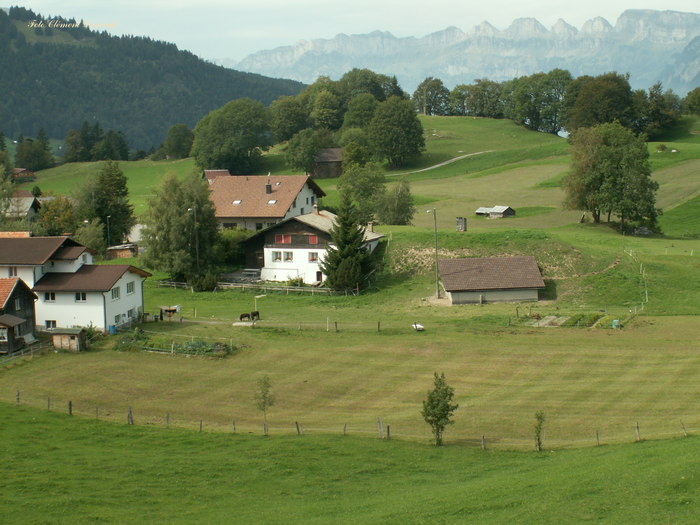
Blick auf einen Teil der Abdeckung der Festung. Vorne rechts Nebeneingang zur Anlage, dahinter ein Panzerturm, links daneben hinter den Bäumen ein Mg-Bunker
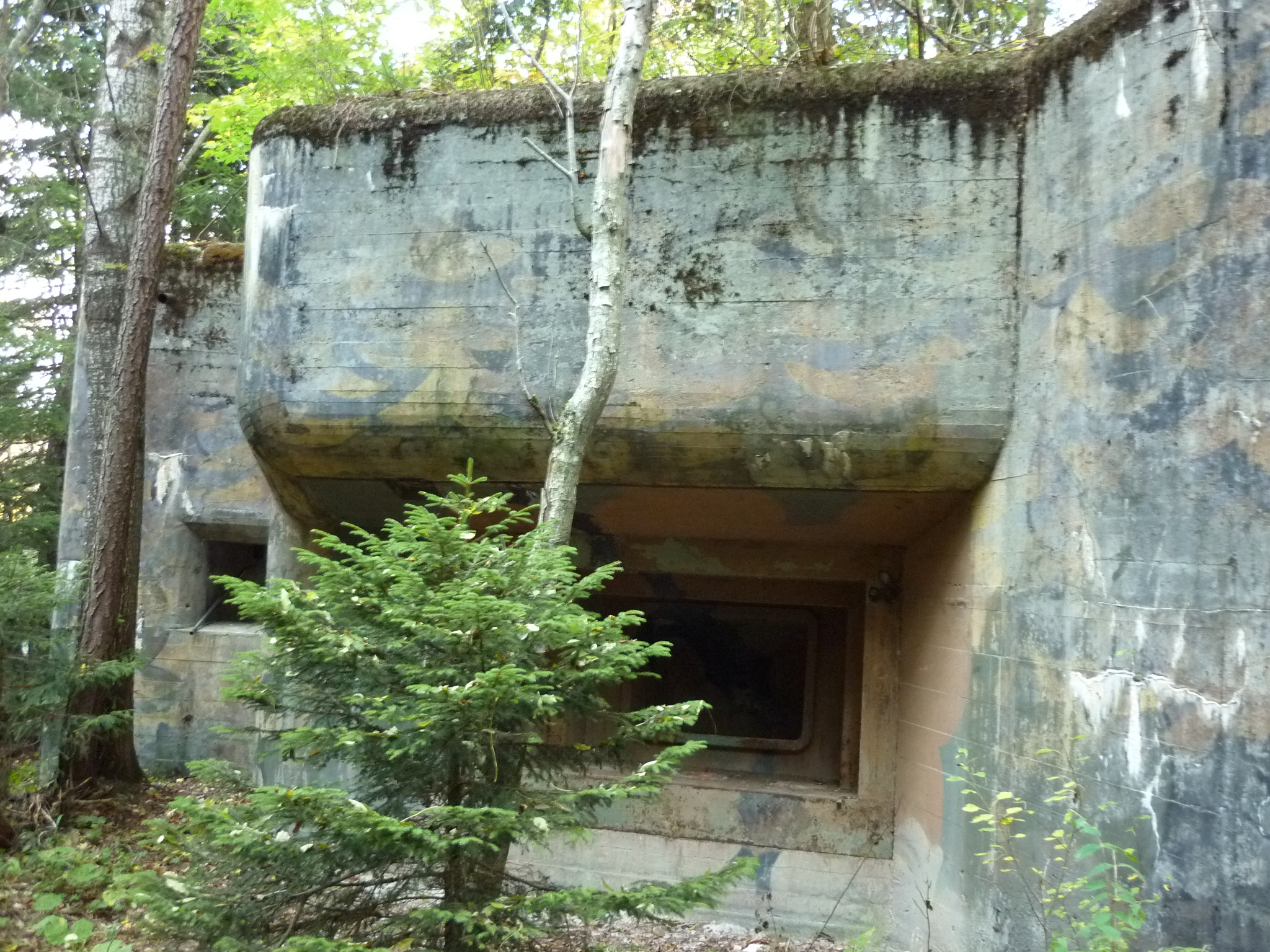
Mg-Bunker Nord A 6357
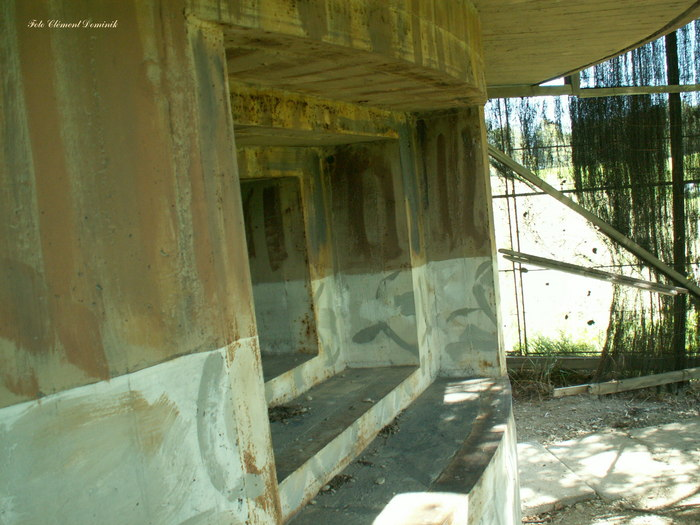
Stand Pilz
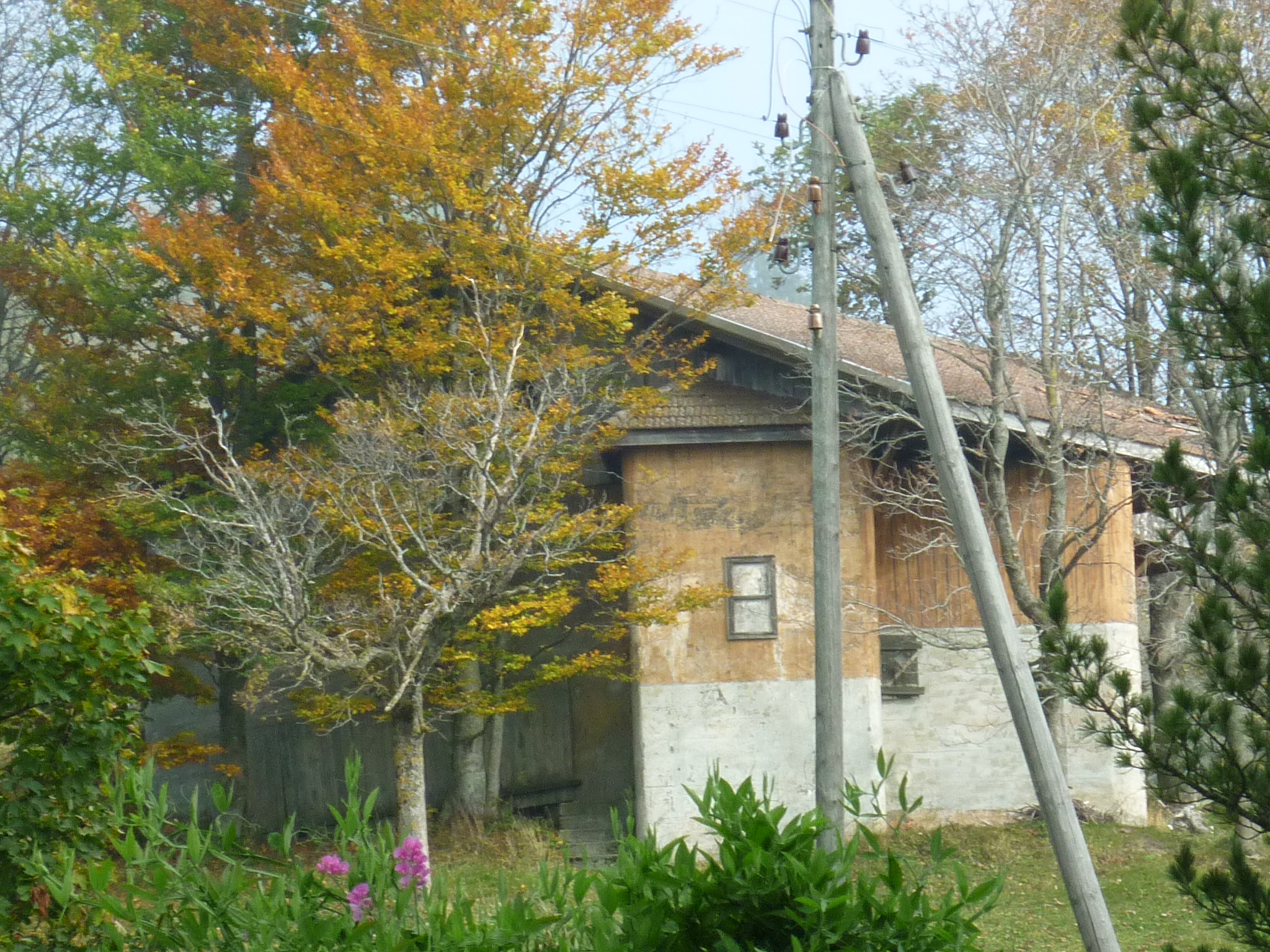
Mg-Bunker Ost A 6356

### Infrastruktur
Obere Etage (erstes Untergeschoss):
- Drei Munitionsmagazine für die vier 10,5-cm-Turmkanonen
- Vier Munitionsmagazine für die vier 15-cm-Bunkerkanonen
- Eine Beobachtungskuppel
- Eine 9-cm-Panzerabwehr-Kasematte mit Beobachtung
- Zwei Kasematten mit einem leichten Maschinengewehr und einem Maschinengewehr
- Eine Rettungsstation
- Spital
- Notspital beim Eingang Süd
- Drei Entgiftungsstationen. Diese befinden sich bei den Eingängen „Betonbrücke“, Haupteingang und Eingang Süd.
- Werkstatt
- Telefonzentrale
- Kompaniebüro
- Filterraum
- Maschinenraum
- Wasserreservoir (3 Becken mit total 1,35 Mio. Liter Inhalt und ein Tagesreservoir mit 12'500 Liter Inhalt)
- Brennstoffreservoir (2 Tanks mit je 100'000 Liter Inhalt)
- Mannschaftsunterkunft für die 15-cm-Bunkerkanonen
- KP Südfront (Meldefahrer, Meldesammelst., Adjutant, Of Gst.Uem AC/AZ, Logistik, Chiffrierraum, Telefonzentr., Nachrichtenbüro, Kdt. Südfront, Chef Artillerie)
- Schiessbüro für die 15-cm-Bunkerkanonen
- Schiessbüro für die 10,5-cm-Turmkanonen
- 3 Sulzer-Dieselgeneratoren zur Stromerzeugung

Untere Etage (zweites Untergeschoss):
- Offiziers-, Unteroffiziers- und zwei Mannschaftsunterkünfte (541 Betten)
- Feldpostbüro
- mehrere Kantinen
- Grossraumküche
- Bäckerei
- Lebensmittelmagazin
- Totenkammer
- Arrestlokal
- Waschküche
- Sauerstoffgeräte
- Klimaanlage[2]

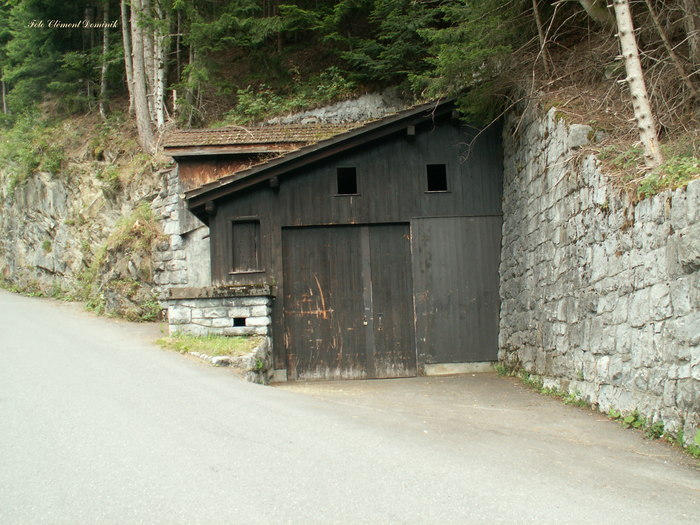
Haupteingang der Festung, der mit Lastwagen befahren werden kann
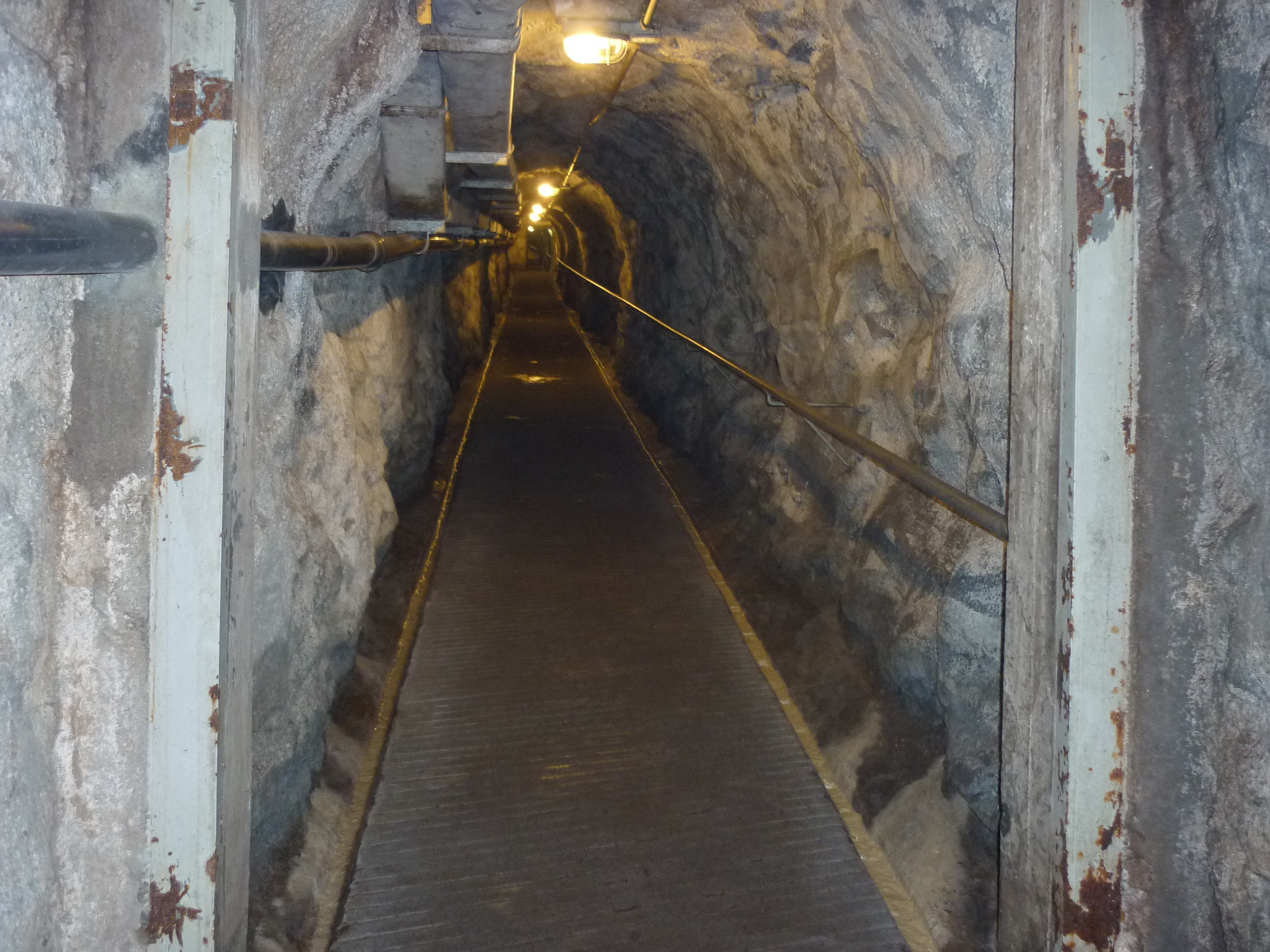
Die Festung hat insgesamt 7,6 km Gänge
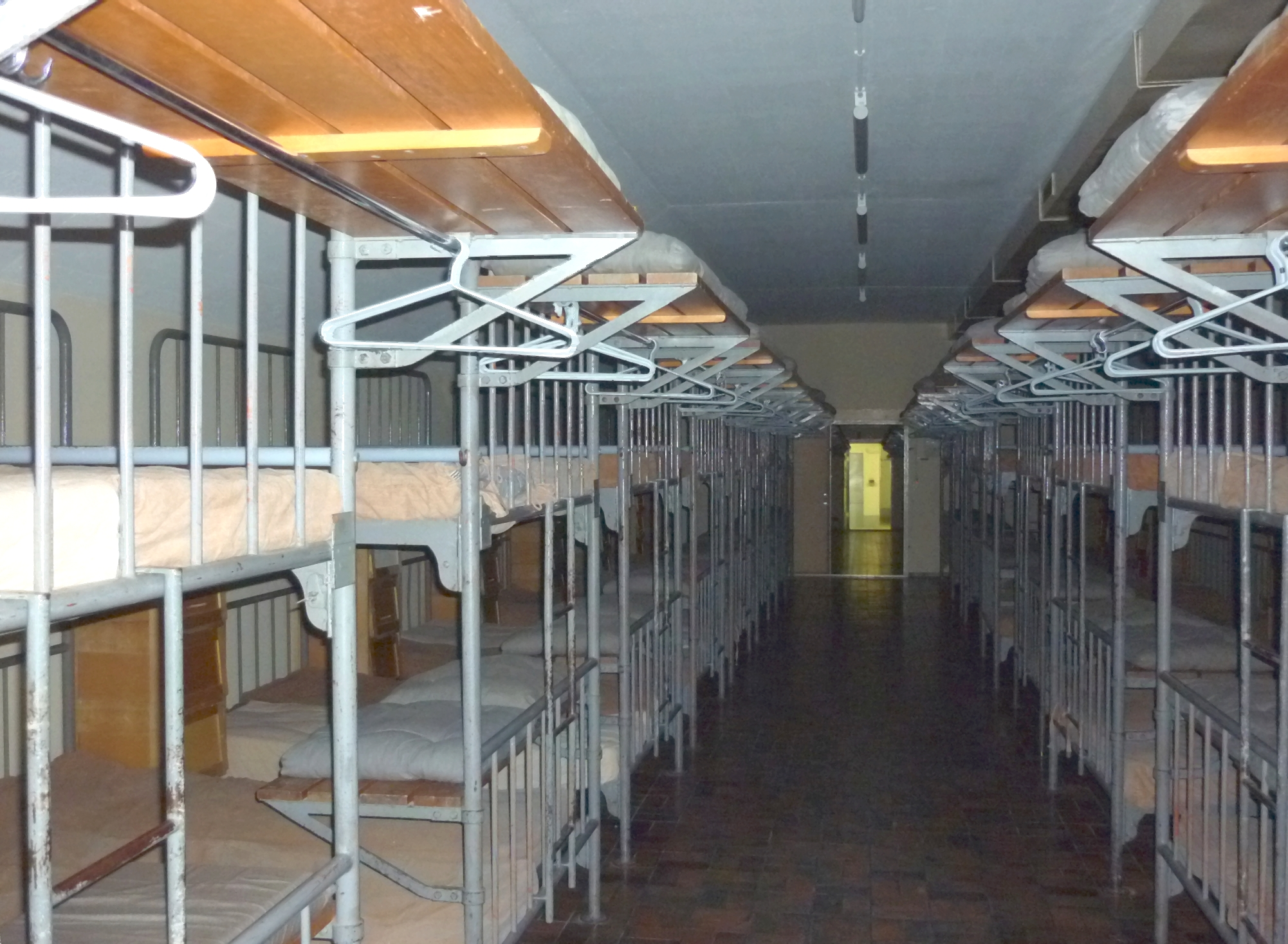
Mannschaftsunterkunft
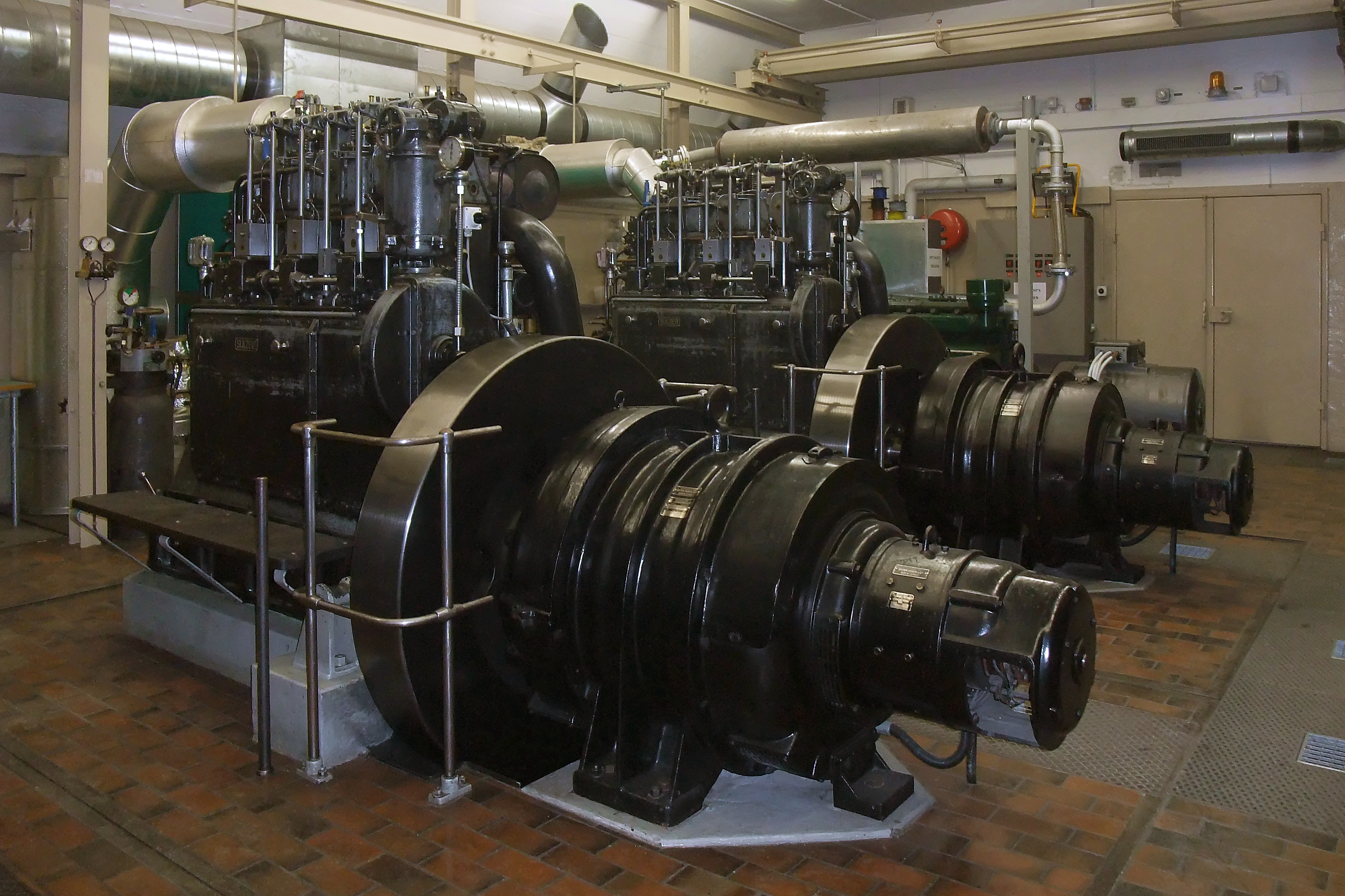
Dieselgeneratoren

### Heutige Nutzung
Die Festung Furggels wurde 1998 im Zuge der Armeereform 95 entklassifiziert und an die Festung Furggels GmbH verkauft. Sie wurde von Herbst 2010 bis Herbst 2018 der Öffentlichkeit zugänglich gemacht.
Der Haupteingang befindet sich oberhalb von Pfäfers an der Strasse zum Dorf St. Margrethenberg, etwa 200 m vor dem Restaurant Tristeli.
Die Festung gehört seit Januar 2019 dem Widnauer Erich Breitenmoser.